# Seznam krajev Unescove svetovne dediščine na Cipru
Organizacija Združenih narodov za izobraževanje, znanost in kulturo (UNESCO) označuje območja svetovne dediščine izjemne univerzalne vrednosti za kulturno ali naravno dediščino, ki so jih predlagale države podpisnice Unescove konvencije o svetovni dediščini, ustanovljene leta 1972. Kulturno dediščino sestavljajo spomeniki (kot so arhitekturna dela, monumentalne skulpture ali napisi), skupine zgradb in najdišča (vključno z arheološkimi najdišči). Naravne značilnosti (ki jih sestavljajo fizične in biološke formacije), geološke in fiziografske formacije (vključno s habitati ogroženih vrst živali in rastlin) ter naravna območja, ki so pomembna z vidika znanosti, ohranjanja ali naravne lepote, so opredeljena kot naravna dediščina. Republika Ciper je konvencijo sprejela 14. avgusta 1975, zaradi česar so bila njena območja upravičena do vključitve na seznam.
Od leta 2021 so na Cipru tri območja svetovne dediščine, ki so vsa kulturna. Prvo mesto, ki je bilo uvrščeno na seznam, je bil Pafos leta 1980. Leta 1985 so bile uvrščene na seznam poslikane cerkve v regiji Troodos. Prvotna nominacija je vključevala devet cerkva, dodatna je bila mestu dodana leta 2001. Najnovejša lokacija, dodana na seznam, je bila Hirokitia leta 1998 (z manjšo spremembo meje leta 2012). Leta 2010 je Odbor za zaščito kulturnih dobrin v primeru oboroženih spopadov vsem trem območjem na Cipru podelil okrepljen status zaščite. Poleg tega Ciper ohranja tudi enajst nepremičnin na svojem poskusnem seznamu, od katerih jih je šest povezanih z ofiolitom Troodos.

## Kraji svetovne dediščine
Unesco navaja mesta pod desetimi kriteriji; vsaka prijava mora izpolnjevati vsaj enega od kriterijev. Kriteriji od i do vi so kulturni, od vii do x pa naravni.
| Mesto                                | Slika                                            | Lokacija (okrožje)   | Leto vpisa | Kriteriji                      | Opis |
| ------------------------------------ | ------------------------------------------------ | -------------------- | ---------- | ------------------------------ | --- |
| Pafos                                | Barvit mozaik, ki prikazuje različne ljudi.      | Pafos                | 1980       | 79; iii, vi (kulturno)         | Čaščenje predhelenskih božanstev plodnosti na Cipru se je začelo v neolitiku (6. tisočletje pr. n. št.). Pafos je bil kraj ene najstarejših mikenskih naselbin. V 12. stoletju pred našim štetjem so zgradili posvečen tempelj Afroditi, boginji ljubezni in lepote, ki se je po klasični mitologiji rodila na otoku. Arheološko najdišče vključuje ostanke vil, palač, trdnjav in v skalo vklesanih peristilnih grobnic. Vile so bile bogato okrašene z mozaičnim tlakom, z motivi, ki so predstavljali teme iz mitologije in vsakdanjega življenja. Ti mozaiki visoke umetniške kakovosti segajo od helenističnega do bizantinskega obdobja |
| Poslikane cerkve na območju Troodosa | Fresco in Pedoulas of Constantine and his mother | Limassol in Nikozija | 1985, 2001 | 351bis; ii, iii, iv (kulturno) | To mesto obsega deset podeželskih cerkva in samostanov, zgrajenih v gorovju Troodos od 11. do 16. stoletja. Cerkve, kot sta Panagia tou Araka in Agios Nikolaos tis Stegis, so bogato okrašene s freskami. Dokumentirajo več kot 500 let bizantinskega in postbizantinskega slikarstva in služijo kot primeri razvoja slogov pod mednarodnimi vplivi. Leta 1985 je bilo prvotno navedenih devet cerkva, leta 2001 je bila dodana še ena cerkev, še ena pa je na poskusnem seznamu. |
| Hirokitia                            | Small white circular huts with flat roof.        | Larnaka              | 1998, 2012 | 848bis; ii, iii, iv (kulturno) | Hirokitia je eno najpomembnejših prazgodovinskih najdišč v vzhodnem Sredozemlju. Naseljena je bila med 7. in 4. tisočletjem pred našim štetjem, v obdobju neolitika. Naselbina je bila sestavljena iz krožnih hiš, zgrajenih iz opeke in kamna z ravnimi strehami, zaščitena pa je bila z zaporednimi zidovi. Kmetijska družba je bila keramična (brez lončenine). Med najdbami so bila orodja iz kremena in kosti, ostanki živali in rastlin, kamnite posode in antropomorfne figurice v kamnu (ena v glini). Raziskan je le del najdišča. Leta 2012 je prišlo do manjše spremembe meje.                                                     |

## Poskusni seznam
Poleg območij, vpisanih na seznam svetovne dediščine, lahko države članice vodijo seznam začasnih območij, ki jih lahko upoštevajo pri nominaciji. Nominacije za seznam svetovne dediščine so sprejete samo, če je bilo območje predhodno uvrščeno na poskusni seznam., Ciper je na svoj poskusni seznam uvrstil enajst območij.
| Mesto                                               | Slika                                                | Lokacija (okrožje) | Leto vpisa | Kriteriji                     | Opis |
| --------------------------------------------------- | ---------------------------------------------------- | ------------------ | ---------- | ----------------------------- | --- |
| Cerkev Panayia Chrysokourdaliotissa, Kourdali       |                                                      | Nikozija           | 2002       | ii, iii, iv (kulturno)        | Cerkev Panayia Chrysokourdaliotissa s slikami iz zgodnjega 16. stoletja v italijansko-bizantinskem slogu velja za razširitev poslikanih cerkva v regiji Troodos |
| Podeželsko naselje Fikardou                         | Old houses with red roofs, a hill in the background. | Nikozija           | 2002       | ii, iii, iv, v (kulturno)     | Vas Fikardou je tradicionalno podeželsko naselje v gorskem okolju. Ohranja arhitekturo in značilnosti iz 18. in 19. stoletja. |
| Mathiatis Jug                                       |                                                      | Nikozija           | 2002       | (mešano)                      | To mesto je del troodoškega ofiolita, 90 milijonov let starega izpostavljenega fragmenta oceanske skorje, ki je izjemno dobro ohranjen. Območje je bilo pomembno rudarsko mesto, na kar kažejo galerije in kanali iz rimskih časov. |
| Kionia                                              |                                                      | Nikozija           | 2002       | viii, ix (naravno)            | To mesto je del troodoškega ofiolita. Kionia je primer kompleksa pokritega nasipa, ki omogoča študije procesov širjenja in hidrotermalne spremembe oceanske skorje. |
| Kandria                                             |                                                      | Nikozija           | 2002       | viii, ix (naravno)            | To mesto je del troodoškega ofiolita. Khandria prikazuje magmatske procese v oceanski skorji z obstojem majhnih več magmatskih komor pri širjenju in grebenih. |
| Troodos, gora Olimp                                 | Mountain covered with snow                           | Limassol           | 2002       | viii, ix (naravno)            | To mesto je del troodoškega ofiolita. Na gori Olimp sta spodnji del oceanske skorje in zaporedja zgornjega plašča dobro izpostavljena, procese v spodnji skorji in plašču pa je mogoče preučiti in prikazati. |
| Most Malounta                                       |                                                      | Nikozija           | 2002       | viii, ix (naravno)            | o mesto je del troodoškega ofiolita. Na tem mestu so skalni izdanki vzdolž sten kanjona Akaki in njegovega pritoka odlični primeri lave in struktur na vrhu oceanske skorje. |
| Moost Klirou                                        |                                                      | Nikozija           | 2002       | viii, ix (naravno)            | To mesto je del troodoškega ofiolita in je blizu mostu Malounta. Zagotavlja odličen primer, kako poteka širjenje morskega dna z roji nasipov, ki prikazujejo vdor nasipa in nasipa med zaslone lave |
| cerkev sv. Barnaba in sv. Hilariona pri Peristeronu | Stone church with domes and a spire.                 | Nikozija           | 2004       | ii, iii, iv (kulturno)        | Petkupolna cerkev sv. Barnaba in sv. Hilariona |
| Cerkev Panagia Aggeloktisti                         | Stone church, front view.                            | Larnaka            | 2015       | i, ii, iii, iv, vi (kulturno) | Cerkev Panagia Aggeloktisti je bila zgrajena v 11. stoletju na ruševinah bazilike iz 5. stoletja, v naslednjih stoletjih pa so bile dodane dodatne kapele. Cerkev je pomembna zaradi svoje dekoracije, vključno s stenskim mozaikom iz 6. stoletja (edini takšen mozaik, ki je ohranjen na Cipru), pa tudi stenske slike iz 11. stoletja in zbirke ikon. |
| Hala Sultan Tekke in Larnaško slano jezero          | Mosque in stone, a minaret and a shrine in front.    | Larnaka            | 2016       | iii, iv, vi, ix, x (mešano)   | Kompleks obsega štiri slana jezera in okoliška mokrišča. Območje je pomembno predvsem kot postajališče in prezimovališče za ptice selivke. Poleg tega so solna jezera izkoriščali zaradi soli od rimskih časov do 20. stoletja. Hala Sultan Tekke je pomembna mošeja, ki so jo v 19. stoletju zgradili Osmani. Muslimansko izročilo pravi, da je bilo to pokopališče Umm Haram, ki se je pridružila arabskemu napadu na Ciper in tam umrla leta 649 našega štetja. |